# Syrynka
Syrynka – kolonia w Polsce położona w województwie śląskim, w powiecie wodzisławskim, w gminie Gorzyce.
W latach 1975–1998 miejscowość administracyjnie należała do województwa katowickiego.